# Thierry Gathuessi
Thierry Gathuessi (ur. 17 kwietnia 1982, Bafoussam, Kamerun) – kameruński piłkarz, występujący na pozycji obrońcy. Od 2015 roku zawodnik indonezyjskiego Persiram Raja Ampat.
Profesjonalną karierę piłkarz rozpoczął w roku 2001, w klubie Montpellier HSC, gdzie grał przez cztery lata. Rozegrał w nim 49 meczów. W 2005 przeniósł się do AS Cannes, gdzie był zawodnikiem przez kolejny rok. Zagrał w 27 meczach. W sezonie 2006/2007 grał dla FC Sète, 30 razy. Od 2007 do 2009 był zawodnikiem Hibernian F.C. W 2009 roku grał też w Inverness Caledonian Thistle. Natomiast w sezonie 2009/2010 był zawodnikiem Raith Rovers. W 2010 wyjechał do Indonezji.
W reprezentacji Kamerunu rozegrał jeden mecz, w 2004 roku.